# Andrade (apelido)

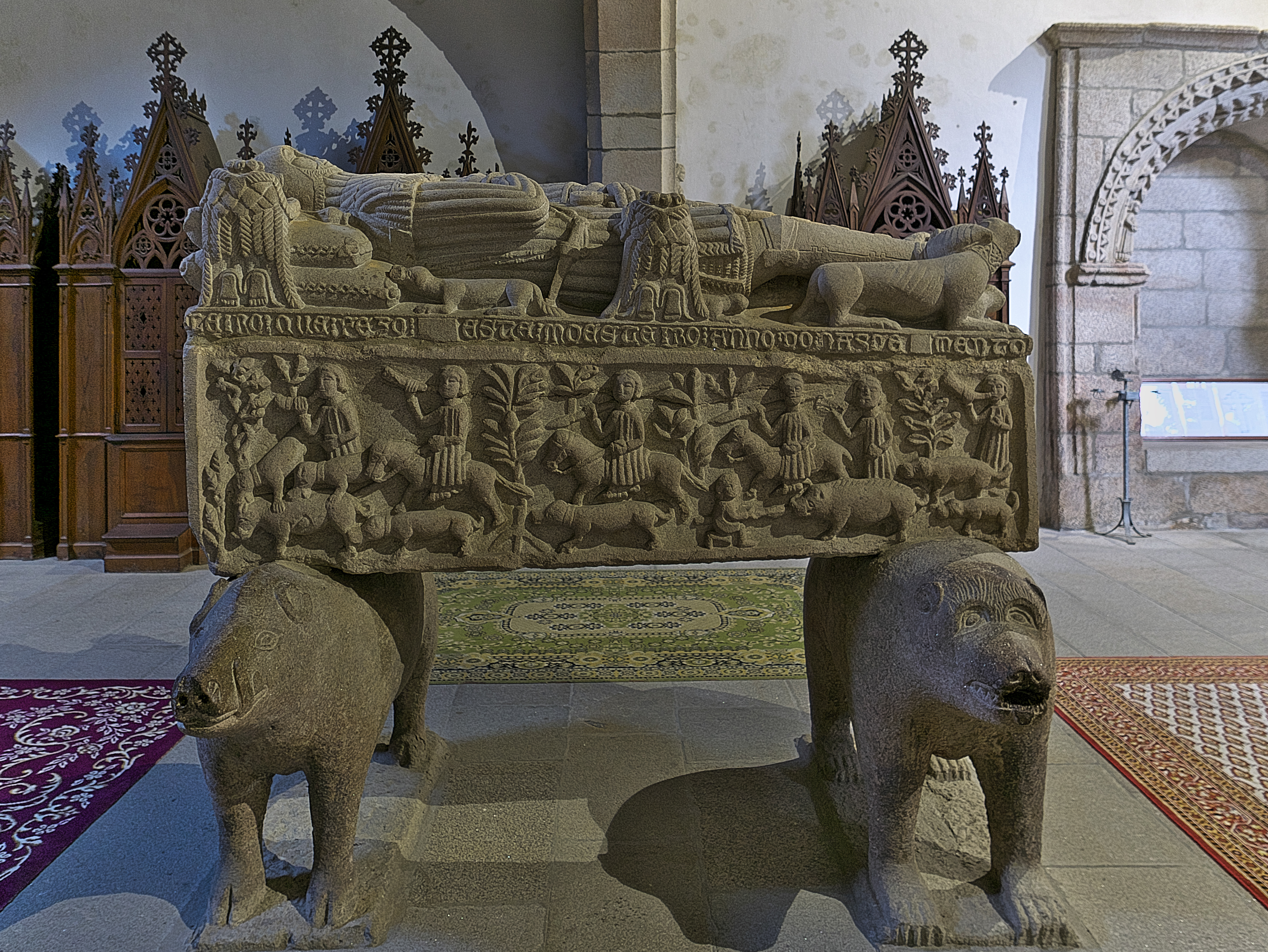
Sepulcro de Fernão Peres de Andrade, "O Bom" na igreja de San Francisco de Betanços (Galiza), mais conhecido como Crizostomo, irmão de Nuno Acrizio.

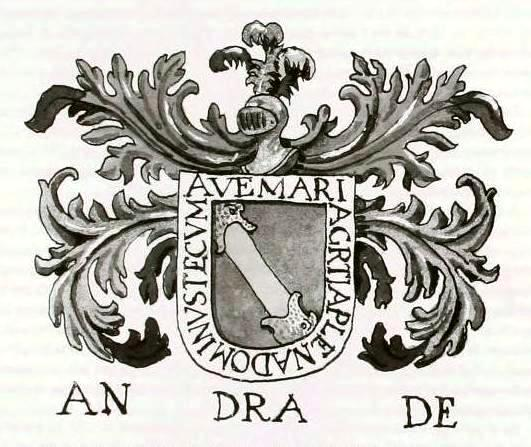
Armas da família Andrade

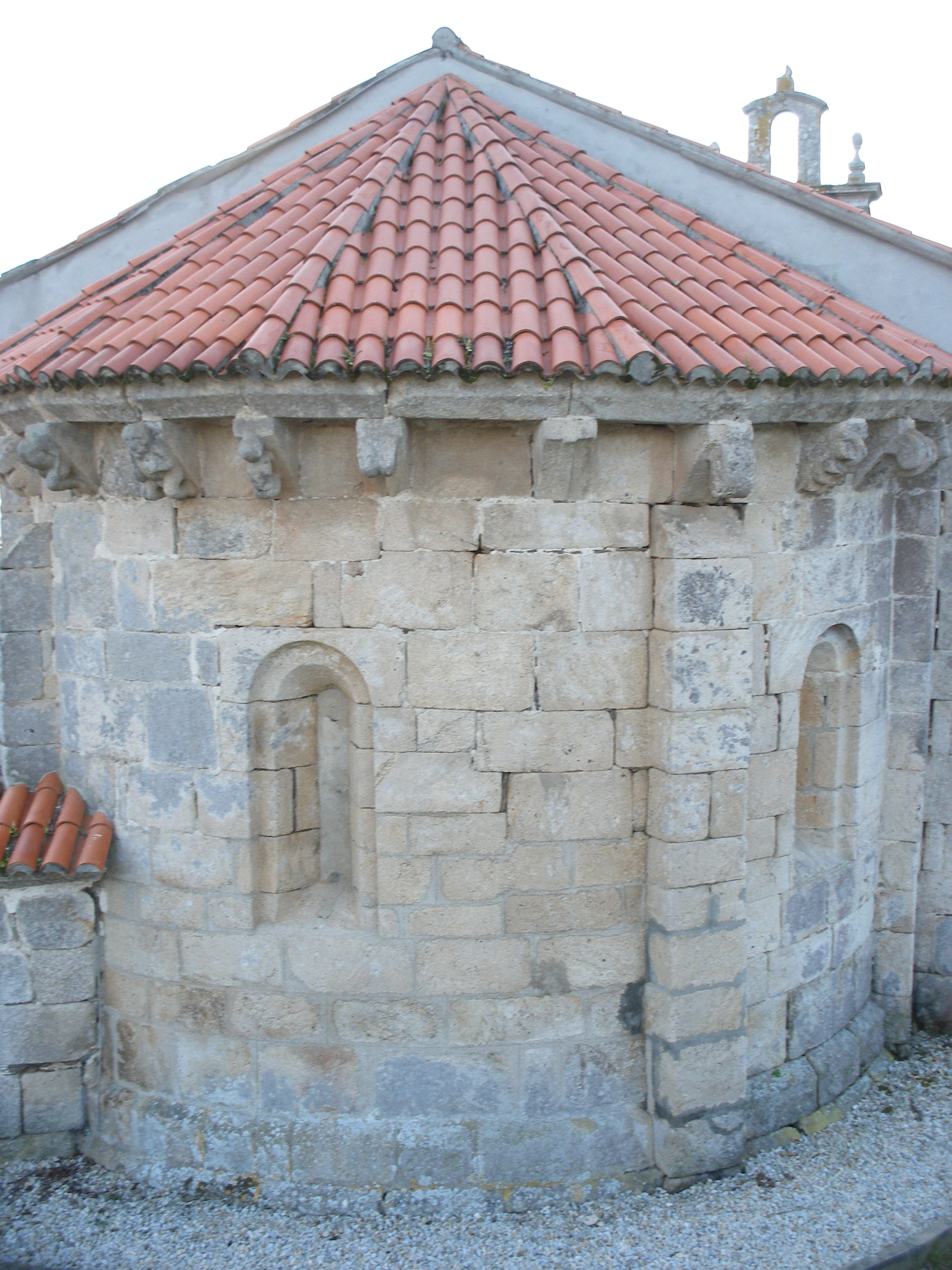
Igreja românica de São Martinho, freguesia de Andrade

Andrade (variante Andrada) é um apelido de família de origem galega que faz parte da onomástica da língua portuguesa desde o século XIV.
A sua origem remontaria ao reino da Galiza, numa família cujo solar – a freguesia de Andrade – fica no atual município de Pontedeume, perto de Ferrol, de cujas vilas o rei D. Henrique II fez mercê ao seu privado Fernão Peres de Andrade, descendente de Bermudo Peres de Traba Freire de Andrade, que provinha dos antigos condes de Traba e Trastâmara.
Os Andrades – ou Andradas – usaram também tradicionalmente o apelido Freire, e os dois apelidos passaram a considerar-se indissociáveis, usando uns Andrade Freire, outros Freire de Andrade. Subsistiram também isoladamente.

## Família aristocrata de Andrade

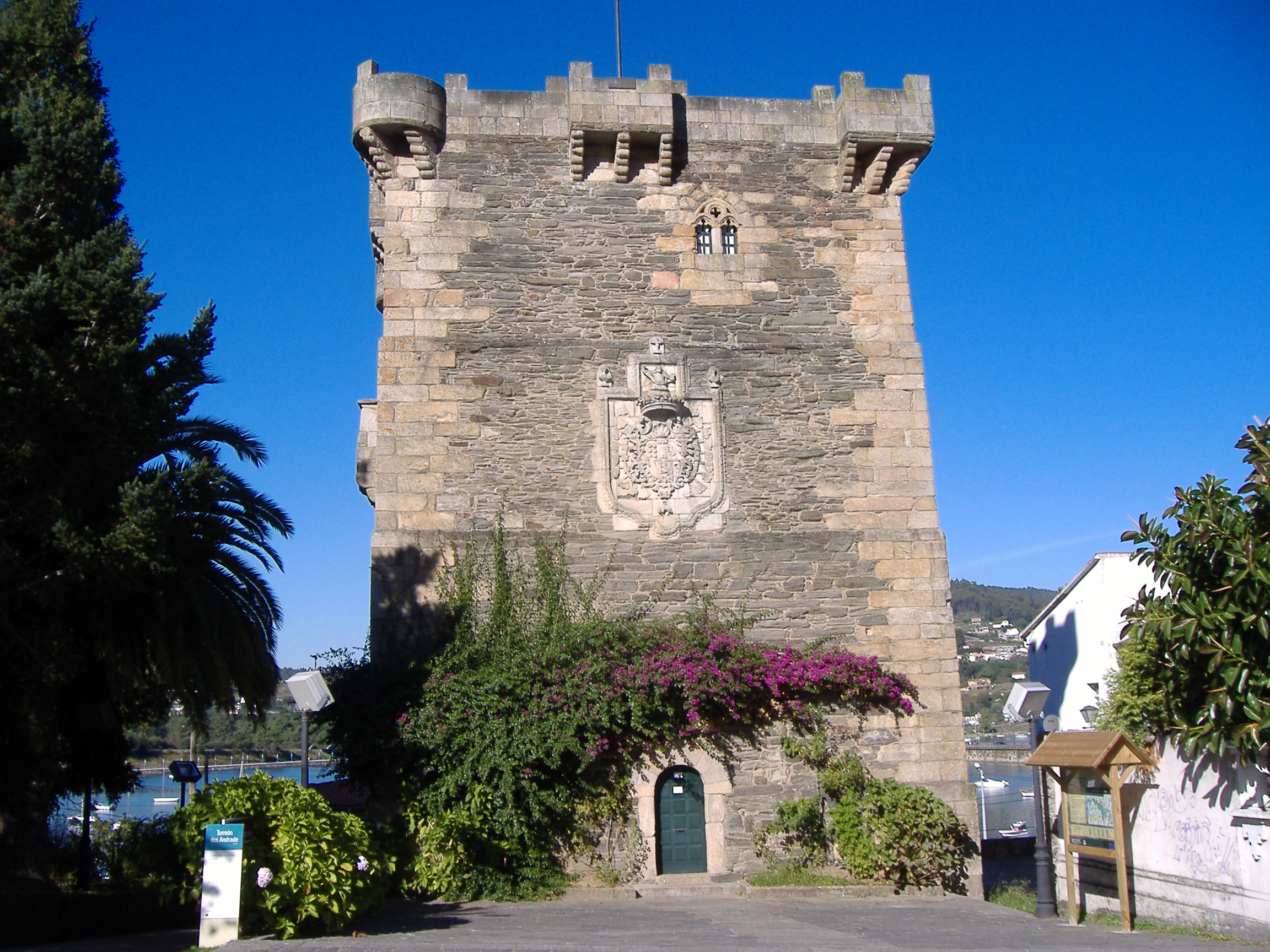
Torreão dos Andrade, o que resta do seu Solar em Pontedeume

No final do Século XII, começou a tomar importância uma família originária de Andrade de cujas vilas o rei D. Henrique II fez mercê ao seu privado Fernán Pérez de Andrade, descendente de Bermudo Peres de Traba Freire de Andrade, que provinha dos antigos condes de Traba e Trastámara. Esta família chegaria a dominar as terras de Ferrol, Pontedeume, Betanzos e Vilalba.
Actualmente, as propriedades que pertenceram aos Condes de Andrade e Vilalba, fazem parte das muitas outras posses da Casa de Alba
A esta família pertenceram alguns personagens importantes da história da Galiza, como:
- Fernán Pérez de Andrade, o Bom
- Nuno Freire de Andrade, o Mau

## Os Andrades em Portugal
Os principais ramos portugueses provêm de Rui Freire de Andrade (1295–1362), que veio para Portugal com os seus dois filhos D. Nuno Rodrigues Freire de Andrade (c. 1300–1372), mais tarde 6º mestre da Ordem de Cristo, e Vasco Freire.
João Fernandes de Andrade, filho de Fernão Dias de Andrade e de D. Beatriz da Maia, serviu os reis D. Afonso V e D. João II nas tomadas de Arzila e de Tânger e, em recompensa dos seus serviços, teve mercê nova de armas (28 de Fevereiro de 1485), além da doação, na ilha da Madeira, das terras do Arco da Calheta.

## Brasão de armas
As armas dos Andrade são: "De vert, banda de or engolada em cabeças de dragões do mesmo metal".

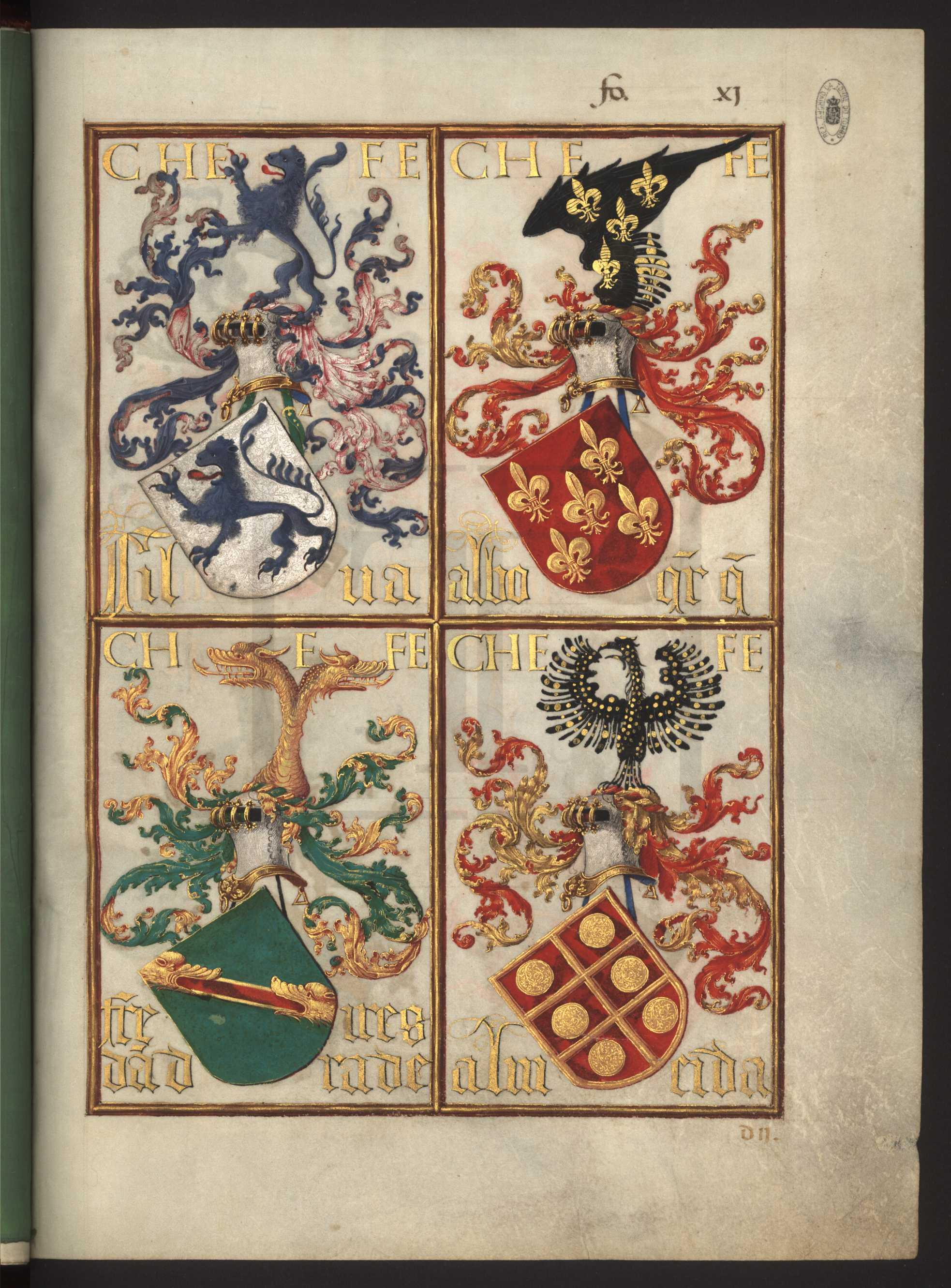
Armas de Família, fidalgo Português, realizado por António Godinho, escrivão da câmara de D. João III.

## Castelos e torres
A família Andrade está associada às fortificações
- Castelo de Naraío
- Torreão dos Andrade
- Castelo de Andrade
- Castelo de Moeche
- Torre de Celas de Peiro